# Caracol Televisión
Caracol Televisión S.A. (Akronym für Cadena Radial Colombiana de Televisión S.A.) ist ein privates kolumbianisches Medienunternehmen, das Fernseh- und Radiostationen betreibt. Mit 1950 Mitarbeitern (2020) produziert Caracol TV Multiplattforminhalte und verteilt diese auf den weltweiten  Markt über internationale Kanäle. Caracol Televisión kommerzialisiert ebenso Medien wie Zeitungen, Zeitschriften, Radio und elektronischen Medien. Im Jahr 2008 war Caracol Televisión S.A. mit den Tochtergesellschaften Caracol TV und Television Corporation of America einer der fünf größten Medienunternehmen in Lateinamerika, mit Präsenz in über 50 Ländern weltweit.
Caracol Televisión gehört zur Grupo Valorem des Unternehmers und Milliardärs Julio Mario Santo Domingo. Miteigner seit 2003 ist die spanische Prisa-Gruppe.
Caracol TV-Produktionen bieten auch Dienstleistungen in Kolumbien für internationale Partner und Co-Produktionen. So gibt es weltweite Joint Ventures mit renommierten Unternehmen wie ABC, CBS, FOX, The CW, Telemundo, TV Globo, RCTI, Global Television Network, RTI Kolumbien, TV Azteca, Azteca America, Sony Pictures Television International, TVE, BE-TV, RCTV Internacional, ABS-CBN, GMA Network und MediaCorp.

## Geschichte
Der Sender wurde 1969 gegründet. In der Zeit bis 2012 hat es technische Änderungen, unterschiedliche Programmausrichtungen und Besitzwechsel gegeben. Im Jahr 1967 hat das Nationale Radio- und Fernseh-Institut Kolumbiens (Inravisión) eine Ausschreibung zur Programmgestaltung über 45 Wochenstunden erteilt. 1969 wurde das damalige Radio Caracol TV in Caracol Televisión S.A. umbenannt.
1987 erwarb die Unternehmensgruppe Valores Bavaria S.A. (jetzt Valórem S.A.) eine Mehrheitsbeteiligung und begann eine Modernisierung der technischen und administrativen Ebene. 2007 wurde der neue Hauptsitz im Stadtteil La Floresta in Bogotá gebaut. Zuvor waren die Abteilungen des Senders in verschiedenen Gebäuden rund um Bogotá verstreut tätig gewesen.